# Globální stmívání

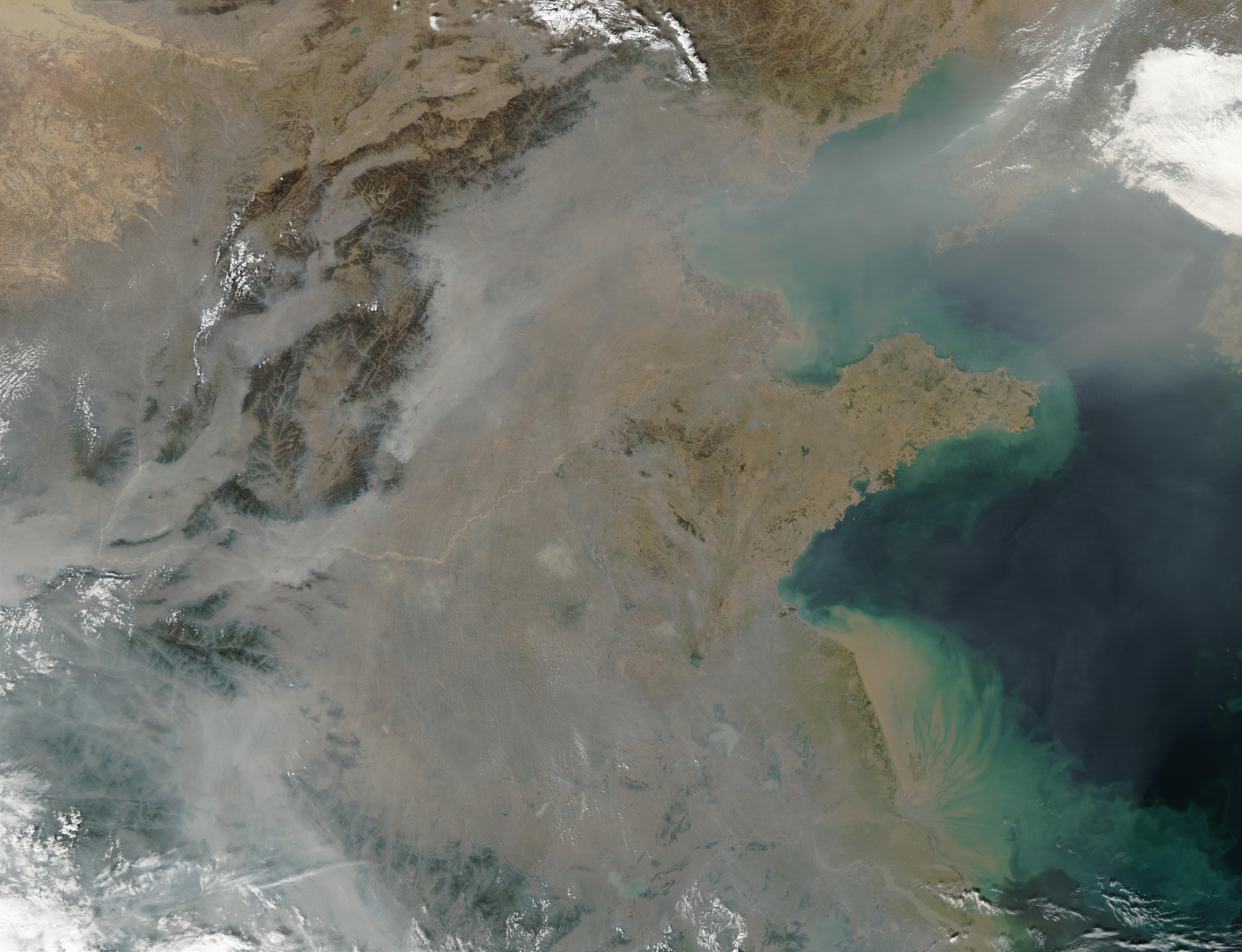
Znečištění atmosféry nad východní Čínou může představovat snížení intenzity dopadajícího světla až o pětinu.

Globální stmívání (anglicky Global dimming) označuje pokles globálního přímého ozáření na zemském povrchu, který byl pozorován od zahájení systematických měření v 50. letech 20. století. Účinek se liší podle místa, ale celosvětově se odhaduje na 4–20% snížení. Po odečtení anomálie způsobené erupcí hory Pinatubo v roce 1991 však byl pozorován velmi mírný obrat v celkovém trendu.
Předpokládá se, že globální stmívání bylo způsobeno nárůstem množství pevných částic nebo aerosolů, například síranových aerosolů v atmosféře v důsledku lidské činnosti. To zasáhlo do hydrologického cyklu tím, že se snížil výpar, a v některých oblastech mohlo dojít ke snížení srážek. Globálnímu stmívání se přisuzuje hlavní podíl na hladomoru v Etiopii v roce 1984, protože snížilo ohřev v tropických oblastech, který je hnacím motorem ročního monzunu neboli období dešťů.

## Příčiny
Předpokládá se, že globální stmívání je pravděpodobně způsobeno zvýšeným výskytem aerosolových částic v zemské atmosféře, které jsou způsobeny znečištěním, prachem nebo sopečnými erupcemi. Aerosoly a další částice pohlcují sluneční energii a odrážejí sluneční světlo zpět do vesmíru. Znečišťující látky se také mohou stát jádry mračných kapek. Vodní kapičky v mracích se kolem částic srážejí. Zvýšené znečištění způsobuje větší množství částic, a tím vznikají mraky složené z většího počtu menších kapiček (to znamená, že stejné množství vody je rozprostřeno na více kapiček). Díky menším kapičkám jsou mraky odrazivější, takže se více dopadajícího slunečního světla odráží zpět do vesmíru a na zemský povrch ho dopadá méně. Stejný účinek má také odrážení záření z nižších vrstev atmosféry, které se tak zachycuje ve spodních vrstvách atmosféry. V modelech tyto menší kapičky také snižují množství srážek.
Při nedokonalém spalování fosilních paliv (např. nafty) a dřeva se do ovzduší uvolňuje černý uhlík. Ačkoli černý uhlík, jehož většinu tvoří saze, je na úrovni zemského povrchu extrémně malou složkou znečištění ovzduší, ve výškách nad dva kilometry má tento jev významný vliv na ohřev atmosféry. Rovněž zatemňuje povrch oceánu tím, že pohlcuje sluneční záření.
Pokusy na Maledivách (porovnávající atmosféru nad severními a jižními ostrovy) v 90. letech 20. století ukázaly, že vliv makroskopických znečišťujících látek v atmosféře v té době (zavátých jižně od Indie) způsobil asi 10% snížení slunečního záření dopadajícího na povrch v oblasti pod asijským hnědým mrakem – mnohem větší snížení, než se očekávalo od přítomnosti samotných částic[8]. před provedením výzkumu se předpokládal 0,5–1% vliv částic; odchylku od předpovědi lze vysvětlit tvorbou mraků s částicemi působícími jako ohnisko pro tvorbu kapek.
Jev, který je základem globálního stmívání, může mít také regionální účinky. Zatímco většina Země se oteplila, regiony, které jsou po větru od hlavních zdrojů znečištění ovzduší (konkrétně emisí oxidu siřičitého), se obecně ochladily. To může vysvětlovat ochlazení východní části Spojených států oproti oteplující se západní části.
Některé výzkumy však ukazují, že černý uhlík bude globální oteplování zvyšovat, a to hned na druhém místě za CO2. Domnívají se, že saze budou pohlcovat sluneční energii a přenášet ji do jiných oblastí, například do Himálaje, kde dochází k tání ledovců. Mohou také ztmavit arktický led, čímž se sníží odrazivost a zvýší se absorpce slunečního záření.

### Kondenzační stopy a mraky
V jedné studii se objevila teorie, že se na regionálním ochlazování podílejí letadlové kondenzační stopy, ale kvůli neustálým změnám v letecké dopravě to dříve nebylo možné ověřit. Téměř úplné zastavení civilního leteckého provozu během tří dnů po útocích z 11. září 2001 poskytlo jedinečnou příležitost pozorovat klima Spojených států bez vlivu kondenzačních stop. Během tohoto období bylo v některých částech USA pozorováno zvýšení denních teplotních výkyvů o 1,1 °C, tzn. že letecké kondenzační stopy mohly zvyšovat noční a/nebo snižovat denní teploty mnohem více, než se dosud předpokládalo. Autoři uvedli: „Změny vysoké oblačnosti, včetně kondenzačních stop a cirrusů vyvolaných kondenzačními stopami, slabě přispívají ke změnám denního teplotního rozsahu, který se řídí především oblačností v nižších výškách, větrem a vlhkostí vzduchu.“

## Otočení trendu
Wild a kol. na základě měření nad pevninou uvádějí zjasňování od roku 1990 a Pinker a kol. zjistili, že mírné stmívání pokračuje nad pevninou, zatímco nad oceánem dochází k zjasňování. Nad pevninským povrchem se tedy Wild a kol. a Pinker a kol. neshodují. Studie z roku 2007 sponzorovaná NASA na základě družicového měření vrhá světlo na záhadná pozorování jiných vědců, že množství slunečního světla dopadajícího na zemský povrch v posledních desetiletích neustále klesalo, kolem roku 1990 se začalo obracet. K tomuto přechodu od trendu „globálního stmívání“ k trendu „rozjasňování“ došlo právě v době, kdy začaly klesat globální hladiny aerosolů.
Je pravděpodobné, že alespoň část této změny, zejména nad Evropou, je způsobena poklesem znečištění ovzduší. Vlády většiny vyspělých zemí přijaly opatření ke snížení množství aerosolů vypouštěných do atmosféry, což přispívá ke snížení globálního stmívání.
Sulfátové aerosoly se od roku 1970 výrazně snížily díky zákonu o čistotě ovzduší ve Spojených státech a podobné politice v Evropě. Zákon o čistotě ovzduší byl v letech 1977 a 1990 posílen. Podle agentury EPA klesly v USA od roku 1970 do roku 2005 celkové emise šesti hlavních látek znečišťujících ovzduší, včetně částic PM, o 53 %. V roce 1975 se konečně začaly projevovat maskované účinky zachycených skleníkových plynů, které od té doby dominují.
Základní síť pro měření povrchového záření (Baseline Surface Radiation Network, BSRN) shromažďuje měření na povrchu. BSRN byla zahájena na počátku 90. let 20. století a v této době aktualizovala archivy. Analýza nejnovějších dat ukazuje, že povrch planety se za poslední desetiletí zjasnil přibližně o 4 %. Trend zjasňování potvrzují i další údaje, včetně družicových analýz.

## Vztah ke globálnímu oteplování
Někteří vědci se nyní domnívají, že účinky globálního stmívání významně maskují vliv globálního oteplování a že řešení globálního stmívání proto může vést ke zvýšení budoucího růstu teploty. Podle Beate Liepertové „jsme žili ve světě globálního oteplování plus globálního stmívání a nyní vyřazujeme globální stmívání. Takže skončíme ve světě globálního oteplování, který bude mnohem horší, než jsme si mysleli, že bude, mnohem teplejší.“ Rozsah tohoto maskovacího efektu je jedním z hlavních problémů současné změny klimatu s významnými důsledky pro budoucí změny klimatu a politické reakce na globální oteplování.
Byly také studovány interakce mezi oběma teoriemi o změně klimatu, protože globální oteplování a globální stmívání se vzájemně nevylučují ani si neprotiřečí. V článku publikovaném 8. března 2005 v časopise Geophysical Research Letters Americké geofyzikální unie výzkumný tým pod vedením Anastasie Romanou z katedry aplikované fyziky a matematiky Kolumbijské univerzity v New Yorku také ukázal, že zdánlivě protichůdné síly globálního oteplování a globálního stmívání mohou probíhat současně. Globální stmívání interaguje s globálním oteplováním tím, že blokuje sluneční světlo, které by jinak způsobilo výpar, a pevné částice se vážou na kapičky vody. Vodní pára je hlavním skleníkovým plynem. Na druhou stranu globální stmívání ovlivňuje výpar a déšť. Déšť má za následek vyčištění znečištěné oblohy.
Podle Veerabhadrana Ramanathana, atmosférického chemika ze Scrippsova oceánografického ústavu v kalifornské La Jolle, hnědé mraky zesilují globální oteplování. „Tradiční názor je, že hnědé mraky maskují až 50 procent globálního oteplování způsobeného skleníkovými plyny prostřednictvím tzv. globálního stmívání... To sice platí globálně, ale tato studie ukazuje, že nad jižní a východní Asií částice sazí v hnědých mracích ve skutečnosti zesilují trend oteplování atmosféry způsobený skleníkovými plyny až o 50 procent."
Někteří vědci navrhli použití aerosolů k odvrácení účinků globálního oteplování jako nouzové geoinženýrské opatření. V roce 1974 Michail Budyko navrhl, že pokud by se globální oteplování stalo problémem, planetu by bylo možné ochladit spalováním síry ve stratosféře, což by vytvořilo opar. Zvýšení planetárního albeda o pouhých 0,5 % stačí ke snížení účinku zdvojnásobení CO2 na polovinu.
Nejjednodušším řešením by bylo jednoduše vypustit více síranů, které by skončily v troposféře – nejnižší části atmosféry. Pokud by se to podařilo, Země by stále čelila mnoha problémům, jako např.:
- Používání síranů způsobuje ekologické problémy, jako jsou kyselé deště.[31]
- Používání sazí způsobuje problémy s lidským zdravím.[31]
- Stmívání způsobuje ekologické problémy, jako jsou změny ve výparu a ve struktuře srážek.[31]
- Sucha a/nebo zvýšené srážky způsobují problémy v zemědělství.[31]
- Aerosol má relativně krátkou životnost.[31]

Obhajovaným řešením je transport sulfátů do další vyšší vrstvy atmosféry – stratosféry. Aerosoly ve stratosféře vydrží roky namísto týdnů – bylo by tedy nutné pouze relativně menší (i když stále velké) množství emisí síranů a vedlejší účinky by byly menší. To by vyžadovalo vyvinout účinný způsob dopravy velkého množství plynů do stratosféry, kterých bylo navrženo mnoho, ačkoli žádný z nich není znám jako účinný nebo ekonomicky životaschopný.
Gavin Schmidt ve svém blogu uvedl, že „myšlenky, že bychom měli zvýšit emise aerosolů, abychom čelili globálnímu oteplování, byly popsány jako 'faustovská dohoda', protože by to znamenalo stále větší množství emisí, aby odpovídaly nahromaděnému množství skleníkových plynů v atmosféře, se stále většími finančními a zdravotními náklady“.

## Určité pochybnosti
Srovnáváním velkého množství dat o zemědělské produkci (včetně lokálně působících místních rolníků, u nichž nelze očekávat výrazné rozdíly v intenzifikaci zemědělství), neukázalo žádný signifikantní pokles výnosů. Ovšem produkce lanýžů jasně vykazuje velké ztráty pouze kvůli zhoršování životního prostředí. Francie za posledních 100 let vykazuje v produkci lanýžů ztráty z 2000 tun ročně na dnešních 20 tun ročně. Primární produkce se významně neliší ani v jiných typech ekosystémů, včetně otevřených oceánů.
Dle některých informačních zdrojů nebyl zaznamenán významný rozdíl v odrazu slunečního záření od mraků.
Ukazuje se také, že albedo Země, měřené jako množství záření dopadajícího na přivrácený povrch Měsíce, bylo v období 1984–2003 výrazně nejnižší v období 1999–2001.

##### IPCC AR4
- IPCC AR4 SYR, 2007. Climate Change 2007: Synthesis Report. Contribution of Working Groups I, II and III to the Fourth Assessment Report of the Intergovernmental Panel on Climate Change [online].  Geneva, Switzerland: Intergovernmental Panel on Climate Change, 2007 [cit. 2019-12-27]. Dostupné online. ISBN 92-9169-122-4.
- IPCC AR4 WG1, 2007. Climate Change 2007: The Physical Science Basis. Contribution of Working Group I to the Fourth Assessment Report of the Intergovernmental Panel on Climate Change [online]. Příprava vydání Solomon, S.; Qin, D.; Manning, M.; Chen, Z.; Marquis, M.; Averyt, K.B.; Tignor, M.; and Miller, H.L.. Cambridge University Press, 2007 [cit. 2019-12-27]. Dostupné online. ISBN 978-0-521-88009-1.
- IPCC AR4 WG2, 2007. Climate Change 2007: Impacts, Adaptation and Vulnerability. Contribution of Working Group II to the Fourth Assessment Report of the Intergovernmental Panel on Climate Change [online]. Příprava vydání Parry, M.L.; Canziani, O.F.; Palutikof, J.P.; van der Linden, P.J.; and Hanson, C.E.. Cambridge University Press, 2007 [cit. 2019-12-27]. Dostupné online. ISBN 978-0-521-88010-7.
- IPCC AR4 WG3, 2007. Climate Change 2007: Mitigation. Contribution of Working Group III to the Fourth Assessment Report of the Intergovernmental Panel on Climate Change [online]. Příprava vydání Metz, B.; Davidson, O.R.; Bosch, P.R.; Dave, R.; and Meyer, L.A.. Cambridge University Press, 2007 [cit. 2019-12-27]. Dostupné online. ISBN 978-0-521-88011-4.
- Ohmura, A., Gilgen, H., Wild, M.: Global Energy Balance Archive GEBA, World Climate Program—Water Project A7, Report 1: Introduction, Zuercher Geografische Schriften Nr. 34, Verlag der Fach-vereine, Zuerich, 1989, str 62.
- Stanhill, G., Cohen, S.: Global Dimming: a review of the evidence for a widespread and significant reduction in global radiation with discussion of its probable causes and possible agricultural consequences. Agricultural and Forest Meteorology, 2001, str. 107, 255-278.